# Hermann Maaß

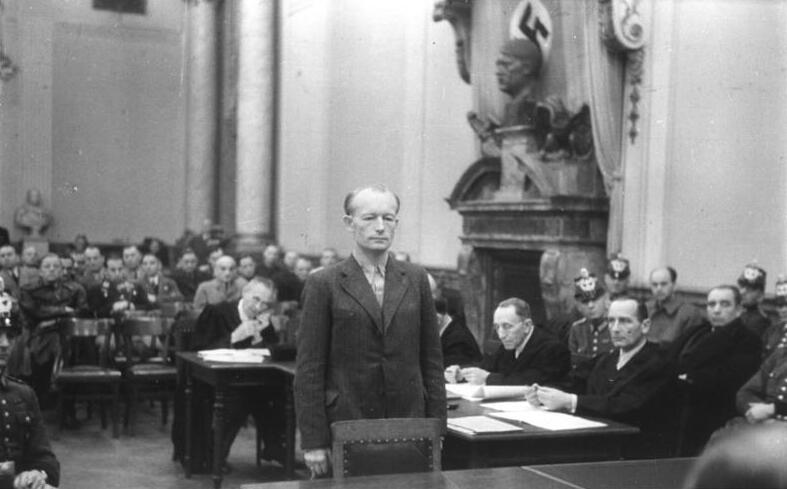
Volksgerichtshof, Prozess nach dem 20. Juli 1944, Adolf Reichwein

Hermann Maaß (* 23. Oktober 1897 in Bromberg; † 20. Oktober 1944 in Berlin-Plötzensee) war ein deutscher Gewerkschafter, Publizist, sozialdemokratischer Politiker und Widerstandskämpfer des 20. Juli 1944.

## Leben
Hermann Maaß wurde als Sohn eines Bahnbeamten in Bromberg (Provinz Posen) geboren. Nach dem Abitur nahm er am Ersten Weltkrieg teil, in dem er 1918 schwer verwundet wurde. Maaß studierte anschließend an der Friedrich-Wilhelms-Universität in Berlin Philosophie, Psychologie und Soziologie; er legte die Lehramtsprüfung ab. 1924 wurde er Geschäftsführer des Reichsausschusses der deutschen Jugendverbände und Chefredakteur der Zeitschrift Das junge Deutschland. 1933 wurde er von den Nationalsozialisten entlassen. Ihm wurde eine Professur an der Harvard University angeboten, die er allerdings ablehnte. Bis 1938 war er Herausgeber der Reihen Jugend und Erziehung im Ausland und Jugend und Erziehung in der Welt.
In den folgenden Jahren war er Mitarbeiter und Geschäftspartner von Wilhelm Leuschner. Er baute gewerkschaftsnahe Widerstandsgruppen auf und unterhielt Kontakte zum Kreisauer Kreis. Aufgrund dieser Kontakte – auch mit Claus Schenk Graf von Stauffenberg hatte er sich getroffen – wurde er am 8. August 1944 verhaftet.
Am 20. Oktober 1944 wurde er zusammen mit Julius Leber und Adolf Reichwein vom Volksgerichtshof unter dessen Präsidenten Roland Freisler zum Tode verurteilt und noch am selben Tage im Strafgefängnis Berlin-Plötzensee erhängt.

## Ehrungen
In unmittelbarer Nähe der Hinrichtungsstätte Plötzensee wurde 1980 in Berlin-Moabit eine Brücke der Seestraße über den Verbindungskanal zum Westhafen nach Hermann Maaß benannt.